# جیمزتاون (کالیفرنیا)
جیمزتاون (به انگلیسی: Jamestown) یک منطقهٔ مسکونی در ایالات متحده آمریکا است که در شهرستان توآلومی، کالیفرنیا واقع شده‌است. جیمزتاون ۷٫۷۶۱ کیلومتر مربع مساحت و ۳٬۴۳۳ نفر جمعیت دارد و ۴۳۵ متر بالاتر از سطح دریا واقع شده‌است.